# 御殿場線
御殿場線（ごてんばせん）は、神奈川県小田原市の国府津駅から静岡県御殿場市の御殿場駅を経て静岡県沼津市の沼津駅に至る東海旅客鉄道（JR東海）の鉄道路線（幹線）である。

## 概要
1889年（明治22年）に東京 - 大阪間を結ぶ鉄道（1909年に東海道本線と命名）の一部として開業し複線化も行われていたが、1934年（昭和9年）12月1日の丹那トンネル開通に伴い東海道本線は熱海駅経由に変更され、国府津駅 - 沼津駅間は支線の御殿場線となった。なお鉄道唱歌の歌詞は丹那トンネル開通前に発表されたため、国府津駅 - 沼津駅間が現在の御殿場線経由となっている。
第二次世界大戦中の1944年（昭和19年）には不要不急線に指定されて単線化され、レールなどの資材は回収されて他の路線の建設に転用された。しかし現在もなおトンネルや橋脚などに複線時代の面影が残っている。また、大幹線である東海道本線から一ローカル線の御殿場線に転じたのちも、1992年に発生した東海道線来宮駅構内列車衝突事故の際などには不通になった東海道本線のバイパスとしての役割を果たし、寝台列車が当路線経由で運行された。
松田駅 - 御殿場駅間においては、JRの前身である日本国有鉄道（国鉄）時代の1955年（昭和30年）から小田急電鉄小田原線新宿駅方面からの優等列車の乗り入れが行われ、東京都心 - 御殿場地区間のアクセスルートのひとつとなっている。国鉄時代は準急、1968年から急行、JR化後の1991年（平成3年）3月16日には特急に格上げされ、それから2012年3月16日までの間は乗り入れ区間が沼津駅まで延長されていた。
JR東海が管轄する在来線としては最東端の路線であるとともに、唯一関東地方（神奈川県）に乗り入れている路線となっている。前述の歴史的経緯から東日本旅客鉄道（JR東日本）管理の国府津駅が起点で沼津方面に向かう方が下りとなっている。
2010年3月13日から御殿場駅 - 沼津駅間に、2019年3月2日には下曽我駅 - 足柄駅に、2021年3月13日には国府津駅にIC乗車カード「TOICA」が導入された。なお、定期券以外では国府津駅を跨いだICカードの利用はできない（国府津駅はSuicaエリアだが、IC対応券売機での当線の乗車券購入には対応している）。また、松田駅では小田急直通の特急「ふじさん」を利用する旅客専用に、運賃計算上の同一駅扱いである小田急新松田駅の入場・出場としてIC乗車カードを処理できる機器が設置されている。

### 路線データ
- 管轄（事業種別）：東海旅客鉄道（第一種鉄道事業者）・日本貨物鉄道（第二種鉄道事業者）
- 路線距離（営業キロ）：60.2 km
- 軌間：1,067 mm
- 駅数：19（起終点駅含む）
  - 御殿場線所属駅に限定した場合、起終点駅（どちらも東海道本線所属）が除外され、17駅となる。
- 複線区間：なし（全線単線）
- 電化区間：全線（架空電車線方式・直流1,500 V）
- 閉塞方式：自動閉塞式[1]
- 保安装置：ATS-PT（国府津駅構内のみATS-P）
- 運転指令所：静岡総合指令所
- 最高速度：110 km/h

全線がJR東海静岡支社の管轄だが、国府津駅構内はJR東日本横浜支社の管轄で構内にある第一場内信号機が線路上の会社境界になっている。

## 沿線風景
国府津駅を出ると東海道本線を左側に離して内陸に入り、しばらくJR東日本国府津車両センターの入出区線と並走する。東海道新幹線を潜り、入出区線が左に分かれると単線となり、やがて右側に曽我梅林を見ながら梅林の最寄り駅となる下曽我駅に到着する。その後も酒匂川沿いの低地を北上し小田急電鉄小田原線の上を通過すると、特急「ふじさん」が運転される同線との連絡線が右側から合流し、松田駅に至る。
ここからは酒匂川との距離が近く、山北駅を過ぎると民家も減少し、山岳路線としての性格が強くなる。国道246号や東名高速道路と並行し、時にはそれらと交差する。カーブと急勾配は神奈川・静岡両県の県境を越えても続き、そのほぼ最高点が御殿場駅となる。同駅は沼津駅を除くと線内最大の駅で、観光客・ビジネス客などで多くの乗降がある。
御殿場駅からは黄瀬川に沿い、富士山の東麓斜面を駆け下る。車窓右側（西側）には富士山が広がり、特に御殿場駅近辺では遮るものなく間近に迫る。この辺では丁度宝永火口が正面に見える。25 ‰の勾配の途中に設けられている富士岡駅と岩波駅では、東海道本線時代に使用されていたスイッチバックの跡が残されている。沿線は市街化が進み、裾野駅の手前で東名高速道路が右側（西側）に離れると徐々に勾配が緩やかになり、下土狩駅の先では東海道新幹線が上を通る。愛鷹山が手前に見える頃に沼津駅に到着する。また、全線で常に左側には箱根山の外輪山を見ることになる。

## 運行形態
自社線内運転の普通列車のほか、小田急電鉄から乗り入れる特急がある。
山岳地帯を走行するため、台風や大雨などで運転を見合わせることが多い。特に御殿場駅 - 松田駅間では運転見合わせが多い。

### 特急列車
松田駅で小田急小田原線に連絡線経由で連絡しており、この連絡線を経由して小田急ロマンスカーを使用した特急「ふじさん」号（旧・「あさぎり」号）が新宿駅 - 御殿場駅間で運行されている。この連絡線は小田急電鉄や小田急箱根（旧・箱根登山鉄道）の車両を搬入・搬出する際にも使われ、JR貨物の機関車がこれらの車両を牽引して普段は運用がない御殿場線に乗り入れ、連絡線を介して小田急小田原線の新松田駅まで入線する。

### 普通列車

#### 御殿場線内完結
普通列車は国府津駅 - 沼津駅間直通列車がおおむね1時間に1本、その間に朝と夕方は国府津駅 - 御殿場駅間、静岡県側は御殿場駅 - 沼津駅間の区間列車が1 - 2本運行されている。このほか国府津駅 - 山北駅間の区間列車も設定されている。平日日中の国府津駅 - 山北駅間の区間列車1往復は、土休日には御殿場駅 - 沼津駅間の区間列車と結び国府津駅 - 沼津駅間直通で運行される。一部列車（列車番号の末尾がGの列車）においてワンマン運転が行われている。

#### 東海道線直通（JR東海）
沼津側では、2009年3月14日のダイヤ改正より、東海道新幹線との乗り継ぎを考慮した東海道線三島駅発着列車が朝夕を中心に上下あわせて16本設定された。2023年3月18日改正時点では三島駅発着列車は下り5本・上り7本となっている。また、一部列車は富士・静岡方面と直通しており、下りは朝に浜松（浜松より前3両が豊橋行き）・静岡行き・上りは朝に富士発・夜に御殿場線内における最終列車を兼ねた静岡発として各1本ずつ運行されている。

#### 東海道線直通（JR東日本）
2012年3月17日のダイヤ改正前は、国府津側よりJR東日本の東海道線東京駅からの直通列車があり、山北駅や御殿場駅まで運行されていた。

## 使用車両
2024年12月現在、普通列車には315系電車と313系電車（いずれも静岡車両区所属）が使用されており、日中の列車ではワンマン運転も行われている。
特急「ふじさん」は、小田急電鉄の60000形電車「MSE」6両編成（喜多見検車区所属、1 - 6号車）で運行される。
特急列車は当初は全てのドアから乗降できたが、小田急線内のホームドア設置計画の進捗に伴い、2022年11月15日以降はホームドアの無い御殿場線内でも4号車がドアカットされ乗降できなくなっている。
- 315系電車
  - 4両固定編成のみ運転。運転されない日もある。
- 313系電車
  - ワンマン運転の列車は1300番台（L編成[注釈 4]）と3000番台・3100番台（V編成）の2両編成により運転される。
  - 車掌乗務の普通列車では、2600番台（N編成）による3両編成と4両編成、5両編成での運用が存在している。
- 60000形電車「MSE」
  - 小田急電鉄所属。2012年3月17日のダイヤ改正より導入されている。

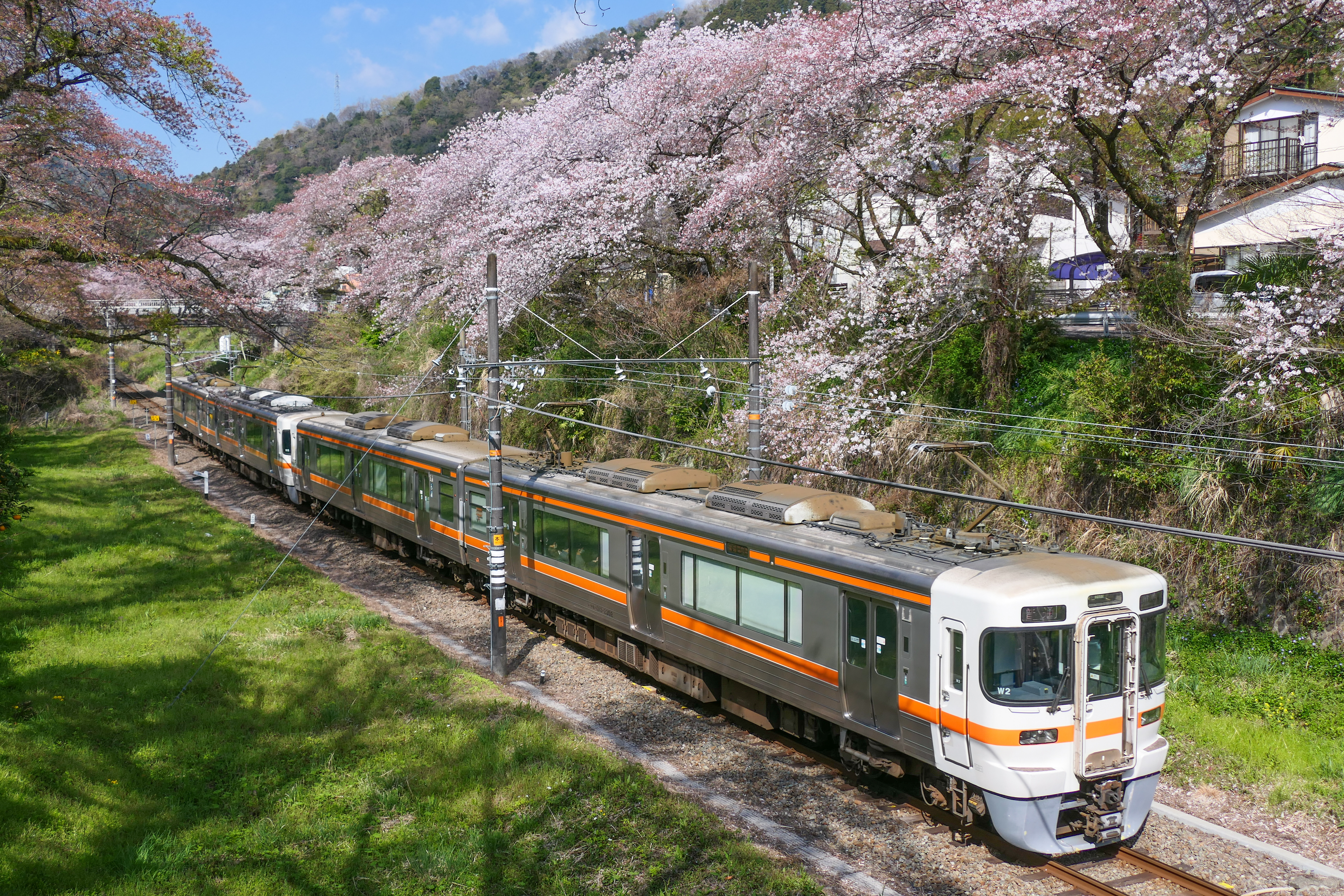
313系
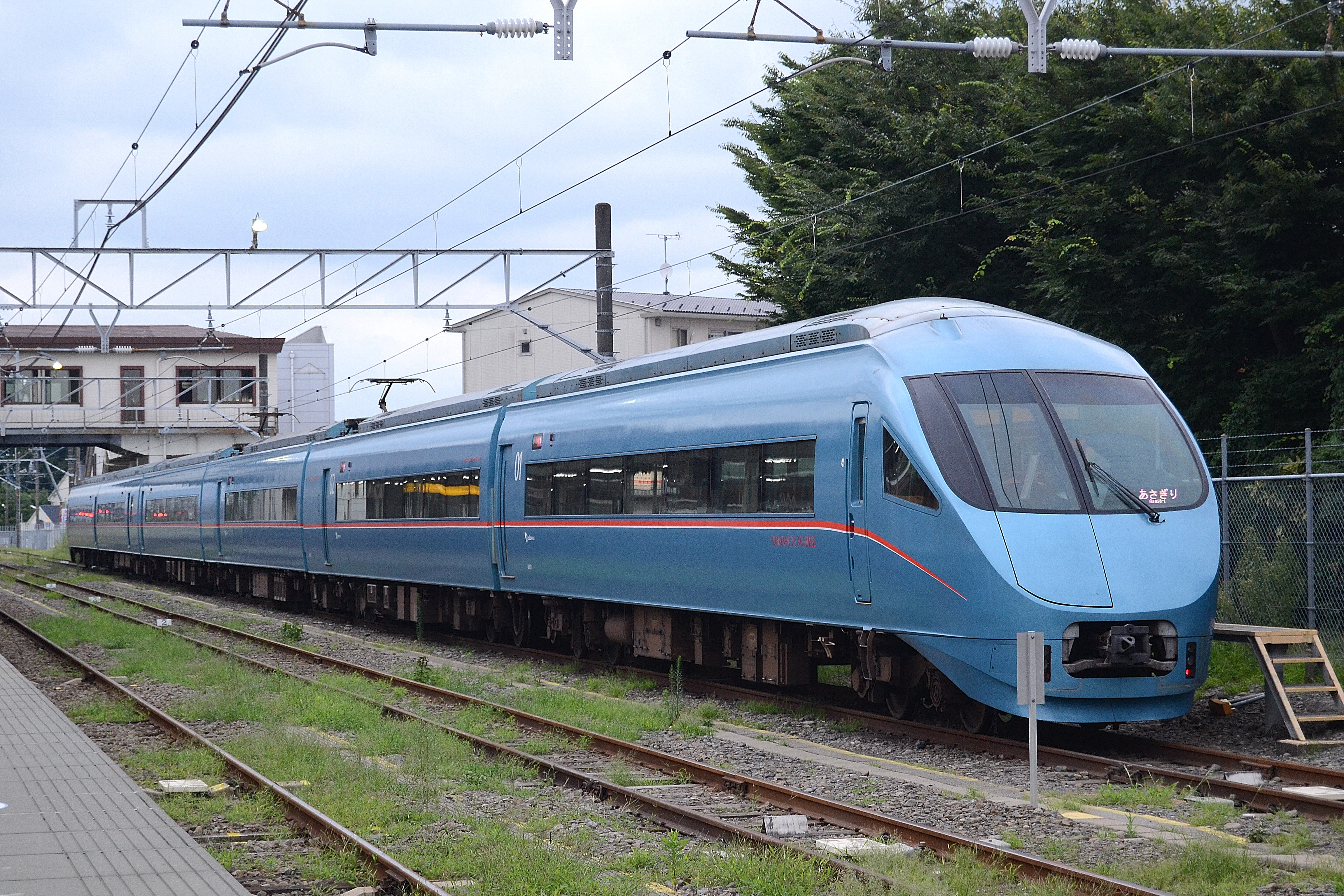
小田急60000形「MSE」

### 過去の使用車両
- 蒸気機関車
  - D52形 - 1944年から1968年までの約25年間にわたって使用。
- 気動車
  - キハ5000形 - 小田急電鉄所属で、準急「あさぎり」として乗り入れた。1968年6月30日限りで当路線での運行は終了。
  - キハ51形
- 電車
  - 72系 （32系からの改造車を含む）- 電化から1979年まで使用された。通年半自動ドア扱いであった。4両編成で、中間に入る付随車には便所が設置されていた。
  - クモハ60形 - 電化当初に72系と混結で使用されたが、後に低屋根化改造され身延線に転じた。
  - 165系・167系 - 電化と同時に運行を開始した急行「ごてんば」で乗り入れた。当初は165系3両編成であったが、1981年10月1日からは167系4両編成に変更された。1985年3月13日限りで廃止。
  - 3000形「SSE」 - 小田急電鉄所属で、急行「あさぎり」として乗り入れた。1991年3月15日限りで当路線での運行は終了。
  - 113系 - 電化から2007年まで、東海道線からの乗り入れ列車に使用された。東京駅から御殿場駅までJR東日本所属車が乗り入れていたこともある。
  - 115系 - 1979年から2007年まで使用された。導入当初は4両編成であったが、1984年2月のダイヤ改正を機に3両編成となった。
  - 119系 - 東海道線からの乗り入れ列車に使用されたが、短期間で撤退した。
  - 211系 - 2024年3月16日ダイヤ改正までは全線で運用されていたが、同ダイヤ改正以降は沼津駅 - 御殿場駅間の1往復のみとなっていた。2025年2月で運用終了[9][10]。
  - E231系 - JR東日本所属。2012年3月16日まで国府津駅 - 山北駅間の2往復に付属編成（5両編成）が充当されていた。4ドアの同車の乗り入れ撤退に伴い、御殿場線普通列車は3ドア車に統一された。
  - 371系 - 特急「あさぎり」に使用されたが、2012年3月16日をもって定期運用から撤退。
  - 20000形「RSE」 - 小田急電鉄所属で、特急「あさぎり」として乗り入れた。2012年3月16日をもって定期運用から撤退。

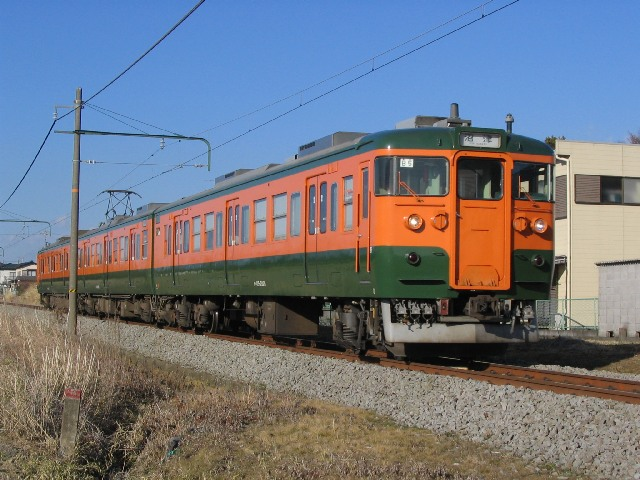
115系
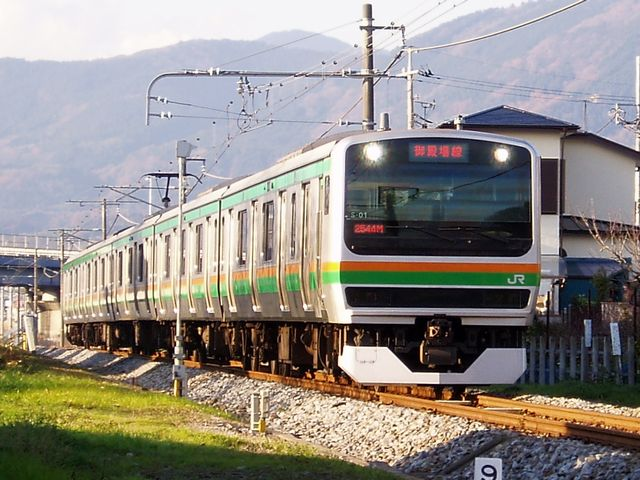
E231系
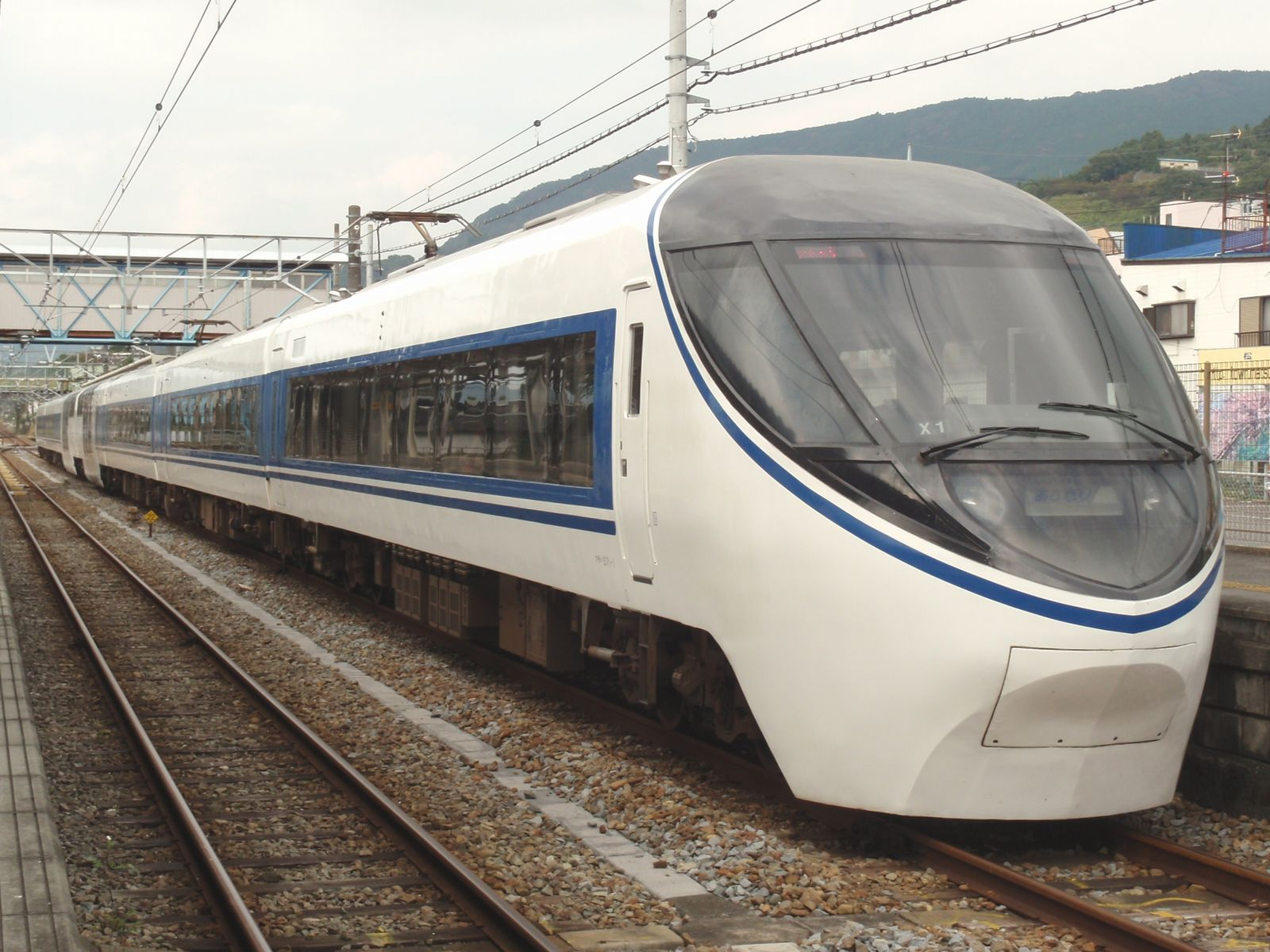
371系
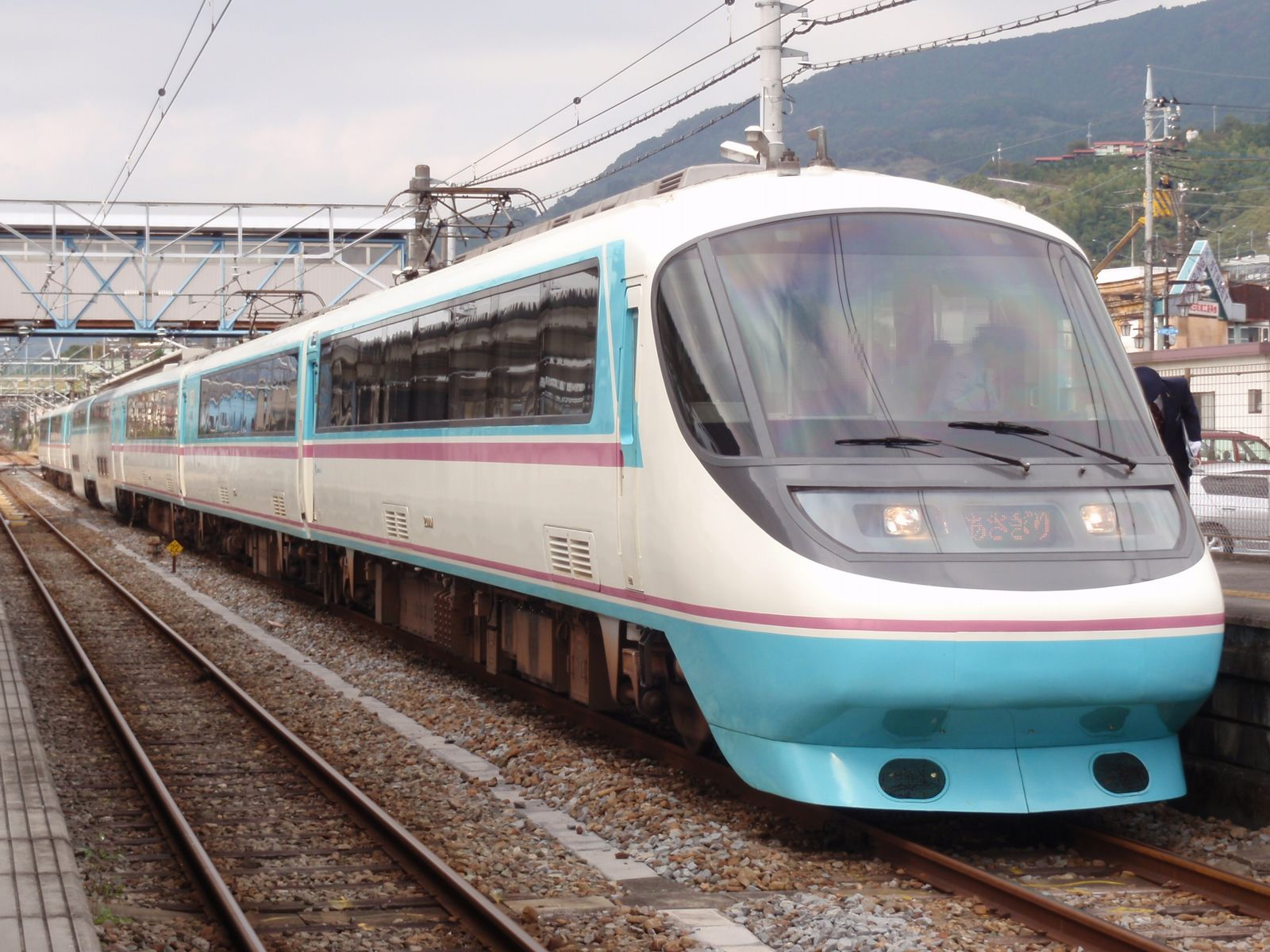
小田急20000形「RSE」

## 歴史
東京 - 大阪間の幹線鉄道の一部として1889年に国府津 - 御殿場 - 沼津 - 静岡間が開通した。1896年に線路名称が制定され東海道線と命名、1909年には主な幹線を本線と称するようになり、東海道本線となった。
この間の1891年の小山（現・駿河小山） - 御殿場間を皮切りに現在の御殿場線にあたる区間の複線化が進められ、1901年には国府津 - 沼津間の複線化が完成した。神奈川県側の県境駅になる山北駅には機関区が置かれ、御殿場駅は富士山への登山口として、それぞれ栄えた。また、1896年には日本陸軍初の演習が沿線に当たる富士山の東麓（後の富士岡駅近郊）で行われ、1912年には正式に富士裾野演習場として開設されたため、ここに向けての兵員・物資輸送にも活用された。
しかし、箱根の外輪山の北側を迂回する「函嶺越え」の急勾配は輸送上の大きな障害で、その対策は半世紀近くにわたって大きな課題となっていた。当時の蒸気機関車は非力なため、各列車には山越えのための補助機関車（補機）を、下り列車は国府津駅、上り列車は沼津駅で停車して連結、途中御殿場駅で停車して解放した。この補助機関車には、その時代毎に最強力の機関車があてられた。明治時代には、連結器の容量が不足するため、編成の途中に補助機関車を組み込む運用を行い、急行列車に連結していた食堂車は、運転上の負担になるとして国府津駅・沼津駅で編成から切り離していたほどである。
1930年から東京駅 - 神戸駅間で運転を開始した特急「燕」号は、その停車時間を切り詰めるため、国府津駅・沼津駅での補機連結停車はたった30秒、解放は御殿場駅付近を走行中に無停車で行っていた。なお機関車の走行解放は「燕」に限らず、他の特急列車・急行列車・貨物列車でも行っていた。
この根本的な解決策として、1918年から熱海線の建設が始められ、国府津から小田原・熱海へと路線を延ばしていた。1934年、難工事となった丹那トンネルの完成により熱海 - 沼津間が開通すると、東海道本線は熱海線を編入して国府津 - 小田原 - 熱海 - 沼津間の短絡・平坦ルートとなり、国府津 - 御殿場 - 沼津間は御殿場線となった。この時、従来御殿場線区間にあった「三島駅」は「下土狩駅」と改称され、新規開通区間上に三島駅が設置された。駿豆鉄道（現在の伊豆箱根鉄道駿豆線）も国鉄との接続駅を新たな三島駅へ変更し、下土狩駅までの路線は廃止された。分離され、新たな名称を与えられることになった区間の線名は「箱根支線」・「箱根線」・「函北線」・「富士山線」など様々な候補があったというが、御殿場町（後の御殿場市）の請願によって現在の名称に決定されたといわれている。このルート変更により沿線地域は経済面で大きな打撃を被った。
御殿場線分離後も御殿場駅には軍隊用ホームが設置され、多くの兵士が出征した。沿線の小学校で教師をしていた富原薫はこの光景を見て、童謡『兵隊さんの汽車』を作詞したとされている。この童謡は戦後『汽車ポッポ』と歌詞が改められている。
御殿場線としての分離後もしばらく複線運転を行っていたが、第二次世界大戦時の物資不足から、1944年に山陽本線に編入された柳井線（岩国 - 柳井 - 櫛ケ浜間、この区間の山陽本線は1934年からその時まで現在の岩徳線ルートを採用）の複線化や、横須賀線の横須賀 - 久里浜間の建設、樽見線の橋梁へ転用するため、片方のレールや橋梁が撤去され、1943年には不要不急路線に指定され、単線化された。現在でも各所に旧東海道本線でもあった複線時代の名残をとどめる廃線跡が散在しており、車窓から確認できる。
戦後、小田急電鉄の新松田 - 松田間の連絡線が1955年に開業し、新宿 - 御殿場間直通の準急が気動車で運転開始された。この直通準急には、本格的なものとしては日本初の2基エンジン形気動車（キハ5000形）が用いられた。
また、この時期に複線時代の線路跡を活用して新駅が多く設置され、キハ51形の投入に伴う普通列車の気動車化と合わせて地域内輸送により配慮されるようになった。1968年には全線で電化が完成し、小田急からの直通準急（1968年に急行化）も電車に置き換えられた。電化と同時に東京 - 御殿場間の急行「ごてんば」が運転を開始し、東京や横浜との都市間輸送が行われたが、1985年に廃止され、同線内の定期優等列車は小田急線直通急行「あさぎり」のみとなった。
1987年の国鉄分割民営化では神奈川県内にかかる在来線としては唯一、JR東海の管轄となり、JR東日本の路線となった東海道本線の東京方面とは列車運行の分断が進められた。一方、1991年には「あさぎり」が特急化された上、運転区間も新宿 - 沼津間へと延長され、東京都内や小田急線沿線から伊豆半島西部（西伊豆）への観光輸送ルートとしての役割も期待されるようになった。御殿場以西に関しては御殿場 - 裾野間の各駅の交換設備の新設により、普通列車の増発も行われている。1999年からはワンマン運転が開始された。
2012年3月に実施されたダイヤ改正で「あさぎり」の御殿場 - 沼津間が廃止となり、準急・急行時代と同じく小田急による片乗り入れに戻った。またJR東日本との直通運転が廃止された。2018年3月のダイヤ改正で「あさぎり」は「ふじさん」に改称された。

### 年表
- 1889年（明治22年）2月1日：国府津 - 御殿場 - 沼津（ - 静岡）間が開業（国府津 - 沼津間は37 M 38 C≒60.31 km）[13]。現在の御殿場線にあたる区間に松田駅、山北駅、小山駅（現在の駿河小山駅）、御殿場駅、佐野駅（現在の裾野駅）、沼津駅開業[14]。
- 1891年（明治24年）
  - 1月12日：御殿場 - 沼津間が複線化。
  - 3月1日：小山 - 御殿場間が複線化。
- 1896年（明治29年）
  - 御殿場 - 佐野間に神山ブロック取扱所（後に神山合図所に改称）を開設[14]。
  - 4月1日：線路名称制定により、東海道線の一部となる。
- 1898年（明治31年）6月15日：三島駅（現在の下土狩駅）開業[14]。
- 1900年（明治33年）度：神山合図所を神山信号所に変更[14]。
- 1901年（明治34年）
  - 2月5日：国府津 - 山北間が複線化。
  - 6月11日：山北 - 小山間が複線化。
- 1902年（明治35年）11月12日：営業距離の単位をマイル・チェーンからマイルのみに簡略化（37 M 38 C→37.4 M）[13]。
- 1903年（明治36年）1月20日：小山 - 御殿場間に足柄信号所を開設[14]。
- 1907年（明治40年）3月15日：山北 - 小山間に谷峨信号所を開設[14]。
- 1909年（明治42年）10月12日：線路名称制定により、東海道本線の一部となる[13]。
- 1911年（明治44年）5月1日：国府津 - 松田間に下曽我信号所を、御殿場 - 佐野間に富士岡信号所・岩浪信号所を開設[14]。神山信号所廃止[14]。
- 1912年（明治45年）
  - 7月1日：小山駅を駿河駅に改称[14]。
  - 7月18日：岩浪信号所を岩波信号所に改称[14]。
- 1914年（大正3年）9月13日：駿河 - 御殿場間に竹ノ下仮信号所を開設[14]。
- 1915年（大正4年）
  - 2月15日：山北 - 谷峨信号所間に酒匂仮信号所（初代）を、谷峨信号所 - 駿河間に相沢仮信号所を開設[14]。
  - 6月20日：酒匂仮信号所（初代）、相沢仮信号所廃止[14]。
  - 7月10日：駿河 - 御殿場間に松沢仮信号所を開設[14]。
  - 7月15日：佐野駅を裾野駅に改称[14]。
  - 8月30日：松沢仮信号所、竹ノ下仮信号所廃止[14]。
- 1916年（大正5年）
  - 8月28日：酒匂仮信号所（2代目）を開設[14]。
  - 11月6日：酒匂仮信号所（2代目）廃止[14]。
- 1922年（大正11年）
  - 4月1日：信号所を信号場に変更[14]。
  - 5月15日：下曽我信号場を駅に変更し下曽我駅開業[14]。
- 1925年（大正14年）4月9日：山北 - 谷峨信号場間に酒匂仮信号場を開設（廃止日不詳）[14]。
- 1930年（昭和5年）4月1日：営業距離の単位をマイルからメートル法に変更（37.4 M→60.2 km）[13]。
- 1934年（昭和9年）
  - 10月1日：三島駅を下土狩駅に改称[14]。
  - 12月1日：丹那トンネル開通に伴い、国府津 - 御殿場 - 沼津間 (60.2 km) が御殿場線となる[13]。
- 1943年（昭和18年）7月11日：国府津 - 沼津間が単線化。
- 1944年（昭和19年）
  - 4月1日：決戦非常措置要綱に基づき、御殿場線内の列車の二等車連結が廃止される[15]。
  - 8月1日：富士岡信号場を駅に変更し富士岡駅開業[14]。
  - 12月8日：岩波信号場を駅に変更し岩波駅開業[14]。
- 1946年（昭和21年）1月15日：大岡駅開業[14]。
- 1947年（昭和22年）
  - 7月15日：谷峨信号場を駅に変更し谷峨駅開業[14]。
  - 9月15日：足柄信号場を移転・駅に変更し足柄駅開業[14]。
- 1948年（昭和23年）6月1日：上大井駅開業[14]。
- 1952年（昭和27年）1月1日：駿河駅を駿河小山駅に改称[14]。
- 1955年（昭和30年）
  - 9月1日：旅客列車に気動車を導入。
  - 10月1日：小田急電鉄の新松田 - 松田間の連絡線開業。新宿 - 御殿場間直通の準急運転開始。小田急電鉄はキハ5000形気動車を新造し、小田急電鉄の乗務員が全区間を通しで担当。
- 1956年（昭和31年）12月25日：東山北駅、相模金子駅開業[14]。
- 1962年（昭和37年）7月20日：南御殿場駅開業[14]。
- 1968年（昭和43年）
  - 4月27日：国府津 - 御殿場間が電化。東京 - 御殿場間の電車急行「ごてんば」運転開始。
  - 7月1日：御殿場 - 沼津間が電化[16]。小田急電鉄からの乗り入れ車両がキハ5000形気動車から3000形電車「SSE」に置き換えられる。
- 1979年（昭和54年）10月16日 - 18日：72系電車のさよなら運転実施。以後線内運転列車は115系に置き換えられる。
- 1982年（昭和57年）11月15日：下曽我 - 沼津間の貨物営業を廃止[13][17]。
- 1985年（昭和60年）3月14日：急行「ごてんば」廃止。
- 1987年（昭和62年）4月1日：国鉄分割民営化により東海旅客鉄道が承継[13]。日本貨物鉄道が全線の第二種鉄道事業者となる（下曽我 - 沼津間の貨物営業再開）[13]。
- 1989年（平成元年）
  - 10月：富士岡駅と岩波駅に交換設備を新設。
  - 12月16日：全線に列車集中制御装置 (CTC) 導入[18]。
- 1990年（平成2年）3月10日：自動進路制御装置 (PRC) 使用開始[18]。御殿場駅 - 沼津駅間の普通列車を朝20分間隔、昼夕30分間隔に増発[11]。
- 1991年（平成3年）3月16日：小田急電鉄からの乗り入れ急行「あさぎり」を特急へ変更[19]、運転区間を新宿 - 沼津間に拡大してJR東海との相互乗り入れに（松田駅で乗務員を交代）。JR東海は371系電車を新造、小田急電鉄は3000形電車「SE」から20000形電車「RSE」に置き換え。
- 1994年（平成6年）
  - 11月27日：御殿場線60周年記念でキハ80系気動車を使用した「御殿場線60周年記念号」を、沼津 - 下曽我間で運転[20]。
  - 12月4日：丹那トンネル開通60周年記念で前後2両のEF58形で14系客車を挟んだ「丹那隧道60周年記念号」を函南 - 沼津（函南→沼津→御殿場→国府津→熱海→沼津の経路）間で運転[20]。
- 1999年（平成11年）
  - 6月1日：313系の定期運用を開始。
  - 12月4日：一部列車でワンマン運転開始[12]。
- 2002年（平成14年）9月7日：長泉なめり駅開業[21]。
- 2004年（平成16年）
  - 10月16日：ダイヤ改正で東京駅直通列車が1往復のみとなる。
  - 11月20日・21日：御殿場線70周年記念でEF58形重連+14系客車を使用した「御殿場線70周年記念号」運転[22][23]。
- 2007年（平成19年）
  - 2月14日：115系の定期運用を終了。
  - 3月16日：113系の直通運用を終了。
  - 3月18日：ダイヤ改正で上り東京行きは国府津行きに短縮され、東京からの直通は下りのみとなる[24]。
- 2010年（平成22年）3月13日：御殿場駅 - 沼津駅間でTOICAを導入[3]。
- 2012年（平成24年）3月17日：特急「あさぎり」の運行区間が特急化前と同様の新宿 - 御殿場間に戻り、371系・20000形「RSE」による相互乗り入れから60000形「MSE」による片乗り入れとなる。同時に東京からの直通列車・JR東日本の車両を使用した列車がそれぞれ廃止。
- 2018年（平成30年）
  - 3月：駅ナンバリング及びラインカラーを導入。当路線の路線コードは「CB」、ラインカラーはダークグリーン[25]。
  - 3月17日：特急「あさぎり」を「ふじさん」に改称[26]。
  - 12月2日：小田急トラベルの主催する「MSE運行10周年記念ツアー」用団体臨時列車として、東京メトロ千代田線綾瀬駅発御殿場駅行き「メトロあさぎり号」を運行[27][28]。
- 2019年（平成31年）3月2日：下曽我駅 - 足柄駅間の各駅でTOICAを導入[4]。
- 2021年（令和3年）3月13日：国府津駅でTOICAを導入[5]。
- 2024年（令和6年）12月：315系3000番台の運用開始。

## 駅一覧
- ◆・◇：貨物取扱駅（◇は定期貨物列車の発着なし）
- 普通列車は全駅に停車する。小田急小田原線直通の特急列車については「ふじさん」を参照
- 線路（全線単線） … ◇・∨・∧：列車交換可、｜：列車交換不可
- 接続路線：JR東海では乗換路線案内時に他社独自路線名称は使用せず、正式路線名で案内しており、本表でもこれに準ずる。また、駅名が異なる場合は⇒印で駅名を記す。
- 駅番号は2018年3月より導入[25]。

| 駅番号 | 駅名         | 営業キロ | 営業キロ | 標高 (m) | 接続路線                                                                             | 線路 | 所在地   | 所在地        | 所在地        |
| 駅番号 | 駅名         | 駅間     | 累計     | 標高 (m) | 接続路線                                                                             | 線路 | 所在地   | 所在地        | 所在地        |
| ------ | ------------ | -------- | -------- | -------- | ------------------------------------------------------------------------------------ | ---- | -------- | ------------- | ------------- |
| CB00   | 国府津駅     | -        | 0.0      | 20       | 東日本旅客鉄道： 東海道本線 (JT 14)                                                  | ∨    | 神奈川県 | 小田原市      | 小田原市      |
| CB01   | 下曽我駅◇    | 3.8      | 3.8      | 24       |                                                                                      | ◇    | 神奈川県 | 小田原市      | 小田原市      |
| CB02   | 上大井駅     | 2.7      | 6.5      | 35       |                                                                                      | ◇    | 神奈川県 | 足柄上郡      | 大井町        |
| CB03   | 相模金子駅   | 1.8      | 8.3      | 45       |                                                                                      | ｜   | 神奈川県 | 足柄上郡      | 大井町        |
| CB04   | 松田駅◇      | 1.9      | 10.2     | 60       | 小田急電鉄： 小田原線 ⇒ 新松田駅 (OH41) （御殿場方面から特急のみ新宿駅まで直通運転） | ◇    | 神奈川県 | 足柄上郡      | 松田町        |
| CB05   | 東山北駅     | 2.9      | 13.1     | 81       |                                                                                      | ｜   | 神奈川県 | 足柄上郡      | 山北町        |
| CB06   | 山北駅       | 2.8      | 15.9     | 107      |                                                                                      | ◇    | 神奈川県 | 足柄上郡      | 山北町        |
| CB07   | 谷峨駅       | 4.1      | 20.0     | 164      |                                                                                      | ◇    | 神奈川県 | 足柄上郡      | 山北町        |
| CB08   | 駿河小山駅   | 4.6      | 24.6     | 264      |                                                                                      | ◇    | 静岡県   | 駿東郡 小山町 | 駿東郡 小山町 |
| CB09   | 足柄駅       | 4.3      | 28.9     | 330      |                                                                                      | ◇    | 静岡県   | 駿東郡 小山町 | 駿東郡 小山町 |
| CB10   | 御殿場駅     | 6.6      | 35.5     | 455      |                                                                                      | ◇    | 静岡県   | 御殿場市      | 御殿場市      |
| CB11   | 南御殿場駅   | 2.7      | 38.2     | 416      |                                                                                      | ｜   | 静岡県   | 御殿場市      | 御殿場市      |
| CB12   | 富士岡駅     | 2.4      | 40.6     | 365      |                                                                                      | ◇    | 静岡県   | 御殿場市      | 御殿場市      |
| CB13   | 岩波駅       | 4.7      | 45.3     | 248      |                                                                                      | ◇    | 静岡県   | 裾野市        | 裾野市        |
| CB14   | 裾野駅       | 5.4      | 50.7     | 123      |                                                                                      | ◇    | 静岡県   | 裾野市        | 裾野市        |
| CB15   | 長泉なめり駅 | 2.8      | 53.5     | 76       |                                                                                      | ｜   | 静岡県   | 駿東郡 長泉町 | 駿東郡 長泉町 |
| CB16   | 下土狩駅     | 2.1      | 55.6     | 42       |                                                                                      | ◇    | 静岡県   | 駿東郡 長泉町 | 駿東郡 長泉町 |
| CB17   | 大岡駅       | 2.2      | 57.8     | 22       |                                                                                      | ｜   | 静岡県   | 沼津市        | 沼津市        |
| CB18   | 沼津駅◆      | 2.4      | 60.2     | 7        | 東海旅客鉄道：CA 東海道本線 (CA03)                                                   | ∧    | 静岡県   | 沼津市        | 沼津市        |

- 国府津から東海道本線主要駅までの営業キロ
  - 小田原 6.2 km、熱海 26.9 km、沼津 48.5 km（御殿場線経由より11.7 km短い）
  - 平塚 13.9 km、横浜 48.9 km、東京 77.7 km
- 沼津から東海道本線主要駅までの営業キロ
  - 三島 5.5 km、熱海 21.6 km（丹那トンネルを含む1934年開業の区間）
  - 静岡 54.0 km、名古屋 239.8 km、米原 319.7 km、京都 387.4 km、大阪 430.2 km、神戸 463.3 km

### 廃止信号場
括弧内は国府津駅起点の営業キロ。
- 酒匂仮信号所 ： 1916年廃止、山北 - 谷峨間（約18.4 km）
- 酒匂仮信号場 ： 廃止日不詳、山北 - 谷峨間（約18.7 km）
- 相沢仮信号所 ： 1915年廃止、山北 - 谷峨間（約22.2 km）
- 松沢仮信号所 ： 1915年廃止、駿河小山 - 足柄間（約26.4 km）
- 竹ノ下仮信号所 ： 1915年廃止、駿河小山 - 足柄間（約28.3 km）
- 神山信号所 ： 1911年廃止、富士岡 - 岩波間（約42.4 km）

### 過去の接続路線
- 御殿場駅：御殿場馬車鉄道（新橋停留場） - 1928年廃止
- 下土狩駅（当時は三島駅）：駿豆鉄道 - 1934年12月1日廃止

### 新駅構想
裾野市内にある裾野駅・岩波駅の2駅は、いずれもトヨタ自動車東日本（旧・関東自動車工業）やキヤノンなど大企業が裾野市北部に工場を建設したことにより、通勤客を中心に利用者が大幅に増加した。これを受け、1965年（昭和40年）ごろからは両駅の中間地点にある深良地区に市内で3番目の新駅を設置（駅舎建設費用：20億円）し、新駅周辺地区17ヘクタールの開発を行う計画が浮上した。
期成会は2005年（平成17年）に深良地区の住民5,000人を大幅に上回る21,000人の署名を集めて裾野市に提出したほか、大橋俊二市長（当時）もJR東海への陳情を行ったほか、2006年（平成18年）の4期目の市長選挙で「深良地区の新駅設置に政治生命を賭けて取り組む」と表明した。
JR東海は市に対し「建設に運行の支障がないこと」「地域住民の乗降客が既存の駅利用者を減らすことなく2,000人以上あること」「駅舎建設は全額地元負担であること」の3つの条件を提示したため、市は深良地区の定住人口を増加させるため宅地化などへの開発へ区画整備の検討をしているが、市街化調整区域となっている深良地区を開発するためには「市街化区域」への変更が必要である。それも市の裁量だけで変更することはできず国や静岡県との調節が必要なため、2014年（平成26年）時点で新駅設置に向けた開発は進んでおらず、事実上「凍結状態」にある。
また、御殿場市では市北東部の御殿場駅 - 足柄駅間（小山町との市町境および東名高速道路との交点付近）と、市南部の富士岡駅 - 岩波駅間にそれぞれ新駅を設置する構想がある。前者の構想地点は御殿場プレミアム・アウトレットや東名高速道路の足柄サービスエリア (SA) に近接する深沢地区（おおよその座標）で、後者の構想地点は時之栖・富士見原団地に近接している神山地区の食肉センター跡地付近（おおよその座標）である。深沢地区の新駅については2006年（平成18年）時点で既に検討がなされていたが、2024年（令和6年）時点までに顕著な動向はない。